# Brenthis majuscula
Brenthis majuscula är en fjärilsart som beskrevs av Ruggero Verity 1933. Brenthis majuscula ingår i släktet Brenthis och familjen praktfjärilar. Inga underarter finns listade i Catalogue of Life.